# Kegelringgetriebe

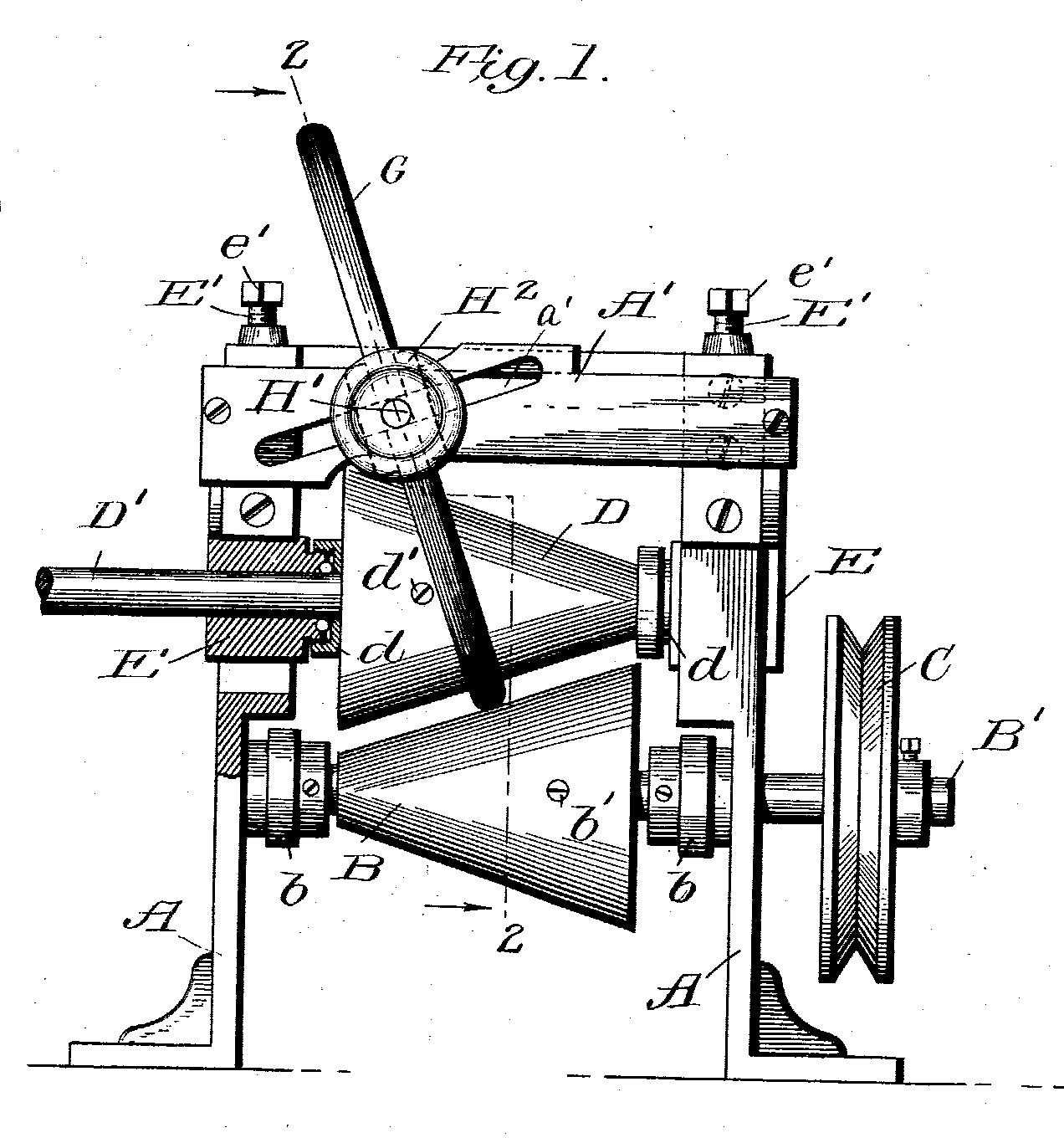
Bild 1 aus US-Patent 760460A

Das Kegelringgetriebe (KRG) (englisch Cone Ring Transmission) gehört der Familie der Stufenlosgetriebe an. Hierbei wird die Übersetzung dadurch verändert, dass ein beweglicher Ring stufenlos zwischen 2 gegenläufigen Kegeln verschoben wird und so je nach Stellung unterschiedliche Übersetzungen ermöglicht. Das Getriebe geht auf ein Patent von 1902 zurück. Aktuell wird unter anderem von der GIF Gesellschaft für Industrieforschung mbH und GFT Getrag Ford Transmissions an der Serienreife gearbeitet. Das Formula Student Team der RWTH-Aachen, Ecurie Aix, verwendete von 2002 bis 2005 ein solches Getriebe in seinen Fahrzeugen.

## Arbeitsweise

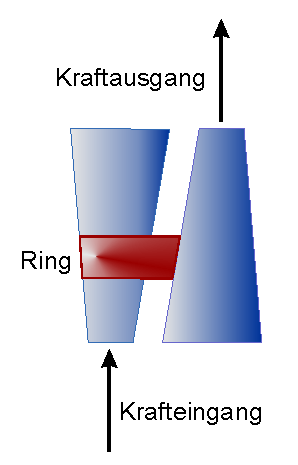
Prinzipskizze

Der eine Kegel (im Folgenden K1) entspricht der Eingangswelle (engl. input shaft), der zweite Kegel (im Folgenden K2) entspricht analog dazu der Ausgangswelle (engl. output shaft) in einem herkömmlichen Schaltgetriebe.
Der Drehmomentfluss beginnt im Motor, der die Leistung als Funktion von Drehmoment und Drehzahl durch Wandlung von i. d. R. chemischer oder elektrischer Energie in Bewegungsenergie (kinetische Energie) erzeugt. Sie fließt zur Kupplung und anschließend bei Kraftschluss zum K1.
Dieser Kegel wirkt als Drehmomentwandler nach dem Hebelgesetz. Das Drehmoment wird nach dem Gesetz zur Hebelkraft wie folgt gewandelt:
Kraft · Kraftarm = Last · Lastarm (im Gleichgewichtsfall)
Die Leistung bleibt konstant.
Antriebsleistung = Abtriebsleistung
Somit folgt:
Antriebsmoment · Antriebsdrehzahl = Abtriebsmoment · Abtriebsdrehzahl
Die Drehzahlen wiederum sind vom Durchmesserverhältnis direkt proportional abhängig.
Das abtriebsseitig verfügbare Drehmoment hängt nur noch vom Verhältnis der beiden Arme ab, also der Länge des angesetzten Hebels. Diese verändert sich je nach Stellung des Ringes, der den Kraftschluss zwischen den beiden Kegeln herstellt. Befindet sich der Ring am dickeren Ende des K1, so liegt eine große Übersetzung vor (entsprechend dem größten Gang in einem herkömmlichen Schaltgetriebe), befindet er sich am dünnen Ende des K1, so liegt eine sehr kleine Übersetzung vor (vergleichbar mit dem kleinsten Gang eines Schaltgetriebes). Die Übersetzung dazwischen ist jedoch durch entsprechendes Verschieben des Ringes stufenlos verstellbar.

### Vorteile
Es sind stufenlose Schaltungen möglich, dadurch wird eine dem Motorkennfeld angepasste und damit verbrauchsarme oder leistungsoptimierte Übersetzung einstellbar. Dies führt zu optimalen Beschleunigungs- oder Verbrauchswerten. Ferner ist der Aufbau (engl. package) sehr klein und leicht. Bei Erreichen der Serienreife soll die Lebensdauer etwa auf dem Niveau eines herkömmlichen Schaltgetriebes liegen. Alle Bauteile sind, da nur Drehbearbeitung nötig, günstig herzustellen und leicht zu tauschen.
Im Vergleich zu anderen CVTs sind hohe Wirkungsgrade und hohe Verstellgeschwindigkeiten möglich.

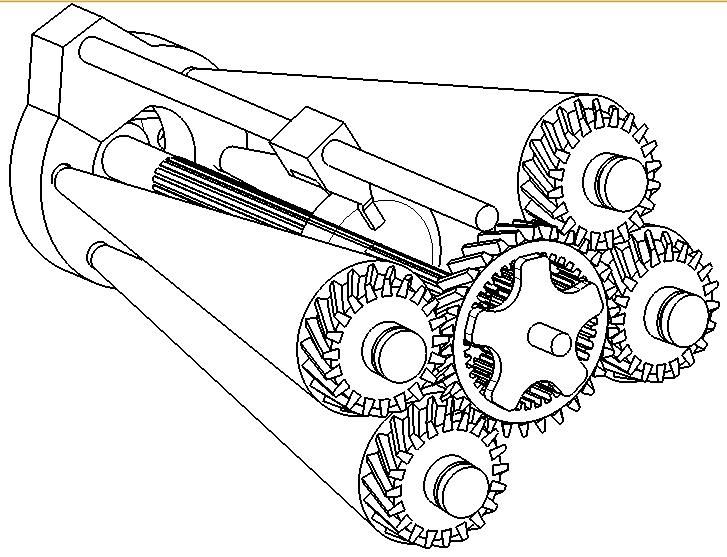
Ausführung als QuattroCONI Getriebe mit 4 Kegeln

### Nachteile
Es ist nur ein begrenztes Drehmoment übertragbar, da im Gegensatz zu Zahnrädern die Drehmomentübertragung nicht formschlüssig, sondern kraftschlüssig erfolgt.
Weitaus höhere Drehmomente können die X-CONI Getriebe übertragen, sie gehören auch zur Gruppe der CVT-Getriebe und haben durch ihre ebenso einfache Funktionsweise diverse Vorteile.